# Ультраамериканці
«Ультраамериканці» (англ. American Ultra) — американський комедійний бойовик режисера Німи Нурізаде 2015 року. У головних ролях Джессі Айзенберг, Крістен Стюарт, Тофер Грейс, Конні Бріттон.
Вперше у США фільм планують продемонстрували 21 серпня 2015 року, а в Україні — 27 серпня 2015 року.

## Сюжет
Майк Гаувелл працює на заправній станції, любитель коміксів та марихуани. Веде безтурботне життя та збирається зробити пропозицію своїй дівчині Фібі. Проте виявляється, що він спеціальний агент, якого було активовано, і він, використовуючи свою підготовку, вбиває двох чоловіків. Тепер Майк стає ціллю для тих, хто його створив.

## Творці фільму

### Знімальна група
Кінорежисер — Німа Нурізаде, сценаристом був Макс Лендіс, кінопродюсерами — Девід Альперт, Ентоні Бреґмен, Кевін Скотт Фрейкс, Бріттон Ріцціо і Радж Бріндер Сінгх, виконавчі продюсери — Рей Анґелік, Штеффен Аумюллер, Роберт Оґден Барнум, Джонатан Ґарднер, Зульфікар Ґюльзеґюн, Бадді Патрік, Еяль Ріммон, Том Рок і Ґідеон Тадмор. Композитор: Марсело Заврос, кінооператор — Майкл Бонвілейн, кіномонтаж: Ендрю Маркус і Білл Панков. Підбір акторів — Джінн Маккарті, художник-постановник: Річард Бріджленд, артдиректори: Майкл Бартон і Крістіна Інджі Кім, художник по костюмах — Девід С. Робінсон.

### У ролях
| Актор            | Персонаж                                  | Роль                         |
| ---------------- | ----------------------------------------- | ---------------------------- |
| Джессі Айзенберг | Майк Гаувелл англ. Mike Howell            | працівник АЗС, таємний агент |
| Крістен Стюарт   | Фібі Ларсон англ. Phoebe Larson           | дівчина Майка                |
| Тофер Грейс      | Едріан Єйтс англ. Adrian Yates            |                              |
| Конні Бріттон    | Вікторія Лассетер англ. Victoria Lasseter |                              |
| Волтон Гоггінс   | Лафтер англ. Laughter                     |                              |
| Джон Легвізамо   | Роз англ. Rose                            |                              |
| Білл Пуллман     | Раймонд Крюгер англ. Raymond Krueger      |                              |

## Сприйняття

### Критика
Станом на 12 серпня 2015 року рейтинг очікування фільму на сайті Rotten Tomatoes становив 95 % із 5 420 голосів.
Фільм отримав переважно негативно-змішані відгуки: Rotten Tomatoes дав оцінку 48 % на основі 113 відгуків від критиків (середня оцінка 5,5/10) і 56 % від глядачів зі середньою оцінкою 3,4/5 (11 504 голоси). Загалом на сайті фільми має негативний рейтинг, фільму зарахований «гнилий помідор» від кінокритиків і «розсипаний попкорн» від глядачів, Internet Movie Database — 6,5/10 (4 085 голосів), Metacritic — 50/100 (30 відгуків критиків) і 6,9/10 від глядачів (50 голосів). Загалом на цьому ресурсі від критиків фільм отримав змішані відгуки, а від глядачів — позитивні.

### Касові збори
Під час показу у США, що розпочався 21 серпня 2015 року, протягом першого тижня фільм був показаний у 2 778 кінотеатрах і зібрав 5 454 284 $, що на той час дозволило йому зайняти 6 місце серед усіх прем'єр. Станом на 30 серпня 2015 року показ фільму триває 10 днів (1,4 тижня), зібравши за цей час у прокаті у США 10 488 000 доларів США (за іншими даними 10 488 109 $), а у решті світу 1 000 000 $, тобто загалом 11 488 000 доларів США (за іншими даними 11 488 109 $) при бюджеті 28 млн доларів США.

### Виноски
1. 1 2  American Ultra: Release Info (англ.). Internet Movie Database. Процитовано 12 серпня 2015.
2. 1 2  Ультраамериканці. Kino-teatr.ua. Процитовано 12 серпня 2015.
3. 1 2 3 4 5 6  American Ultra (англ.). Box Office Mojo. Процитовано 31 серпня 2015.
4. 1 2 3 4  American Ultra (2015) (англ.). The Numbers. Процитовано 31 серпня 2015.
5. 1 2  American Ultra (англ.). Internet Movie Database. Процитовано 31 серпня 2015.
6. ↑  American Ultra (2015) (англ.). Allmovie. Процитовано 12 серпня 2015.
7. ↑  American Ultra: Full Cast & Crew (англ.). Internet Movie Database. Процитовано 12 серпня 2015.
8. ↑  American Ultra (англ.). Rotten Tomatoes. Процитовано 31 серпня 2015.
9. ↑  American Ultra (англ.). Metacritic. Процитовано 31 серпня 2015.